# Tiotepa
Tiotepa – organiczny związek chemiczny stosowany jako lek cytostatyczny, należący do środków alkilujących. Jest siarkową pochodną N,N′,N″-trietylenofosforamidu (TEPA).
Znajduje zastosowanie w leczeniu choroby Hodgkina, mięsaka limfatycznego, przewlekłej białaczki szpikowej i limfatycznej, przerzutów raka sutka i jajnika. Jest cytostatykiem o średnio silnych właściwościach indukujących wymioty.